# V-Cube 6
El V-Cube 6 és la versió de 6x6x6 del cub de Rubik. Va ser inventat per Panagiotis Verds i és produït per la seva companyia Verdes Innovations SA.
El trencaclosques consta de 152 peces visibles a la superfície del cub. També existeixen 60 peces mòbils completament ocultes dins de l'interior de la galleda, i 6 peces fixes enganxades a l'estructura central. El trencaclosques utilitza el mateix mecanisme que el V-Cube 7 (versió 7x7x7 del cub de Rubik), excepte que, en aquest, les peces ocultes es fan visibles.
L'actual rècord mundial en la resolució d'aquesta cub és del nord-americà Max Park, qui el va resoldre en 1 minut i 13.82 segons al torneig Asian Championships 2018. Aquest rècord també pertany a Max Park. El va batre durant el torneig WCA Asian Championship 2018, amb un temps mitjà de 1.17.10. Va fer els següents temps: 1.15.94, 1.13.82 i 1.21.54.

## Solucions

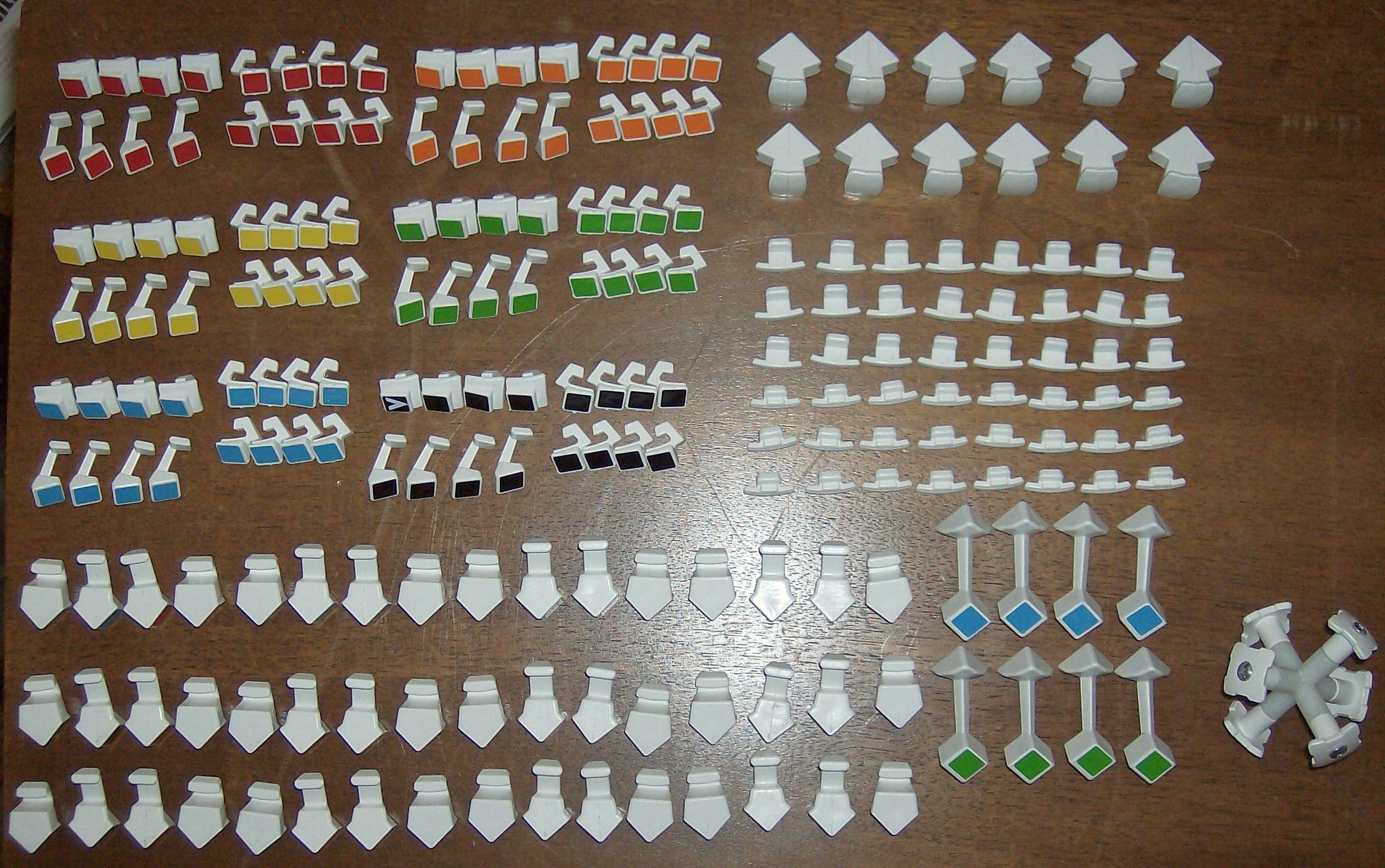
V-Cube 6 desmuntat.

Existeixen nombrosos mètodes que poden ser emprats per resoldre el V-Cube 6. El mètode de capa per capa, usat per resoldre el cub de 3x3x3, també pot ser empleat pel V-Cube 6. Aquest mètode consisteix en a agrupar les peces centrals del mateix color, i després fer coincidir les arestes que posseeixen els mateixos colors que els centres agrupats. Una vegada fet això es pot resoldre el cub com si fos un 3x3x3 movent únicament les capes externes. En resoldre d'aquesta manera el V-Cube 6, és possible aconseguir certes posicions que no poden ser resoltes amb el cub estàndard de 3x3x3. Per exemple, un únic parell d'arestes pot quedar invertit o el cub pot aparentar tenir una permutació imparella, és a dir, que dues peces semblin estar intercanviades (la qual cosa no és possible en el cub de 3x3x3). Aquestes situacions són conegudes com a errors de paritat i són possibles de resoldre mitjançant unes seqüències especials (algoritmes), tot i que això també té lloc en el cub 4x4x4 i en el 2x2x2.